# Hidalgo (État)
Pour les articles homonymes, voir Hidalgo.
Hidalgo (prononcé en espagnol : /iˈdalgo/), officiellement l'État libre et souverain d'Hidalgo (Estado Libre y Soberano de Hidalgo /esˈtado ˈliβɾe i soβeˈɾano de iˈdalgo/), est un État du Mexique de 20 502 km2.
Situé au centre du pays, il est entouré par les États de San Luis Potosí, Puebla, l'État de Mexico, Tlaxcala et Querétaro.

## Origine du nom
Le nom de cet État est un hommage à Miguel Hidalgo.

## Politique et administration

### Gouverneurs
Le gouverneur est élu au suffrage universel pour un mandat de 6 ans.
1. 1957-1958 : Alfonso Corona del Osal, démission pour occuper un autre poste. PRI
2. 1958-1963 : Oswaldo Cravioto Cisneros, PRI
3. 1963-1969 : Carlos Ramírez Guerrero
4. 1969-1975 : Manuel Sánchez Vite
5. 1975-1981 : Jorge Rojo Lugo
6. 1981-1987 : Guillermo Rossel de la Lama
7. 1987-1993 : Adolfo Lugo Verduzco
8. 1993-1999 : Jesús Murillo Karam
9. 1999-2005 : Manuel Ángel Núñez Soto
10. 2005- : Miguel Osorio Chong

## Démographie
Lors du recensement de la population de 2015, l'État comptait environ 2,86 millions d'habitants.
En 2000, l'État comptait 2,231 millions d'habitants pour une population totale de 100 millions de Mexicains, ce qui faisait de l'Hidalgo le 18e État le plus peuplé du Mexique. En 1970, l'État comptait 1 547 493 habitants et en 1980, 1 888 366 habitants.
Au cours des 50 dernières années, la population s'est progressivement installée dans les villes. Ainsi, en 1950, la population urbaine ne représentait que 21,1 % du total, en 1980, 32,7 % et en 2000, 49,6 %.

## Géographie
Dans cet État se trouvent les prismes basaltiques de Santa María Regla ; géosite appartenant au géoparc Comarca Minera.

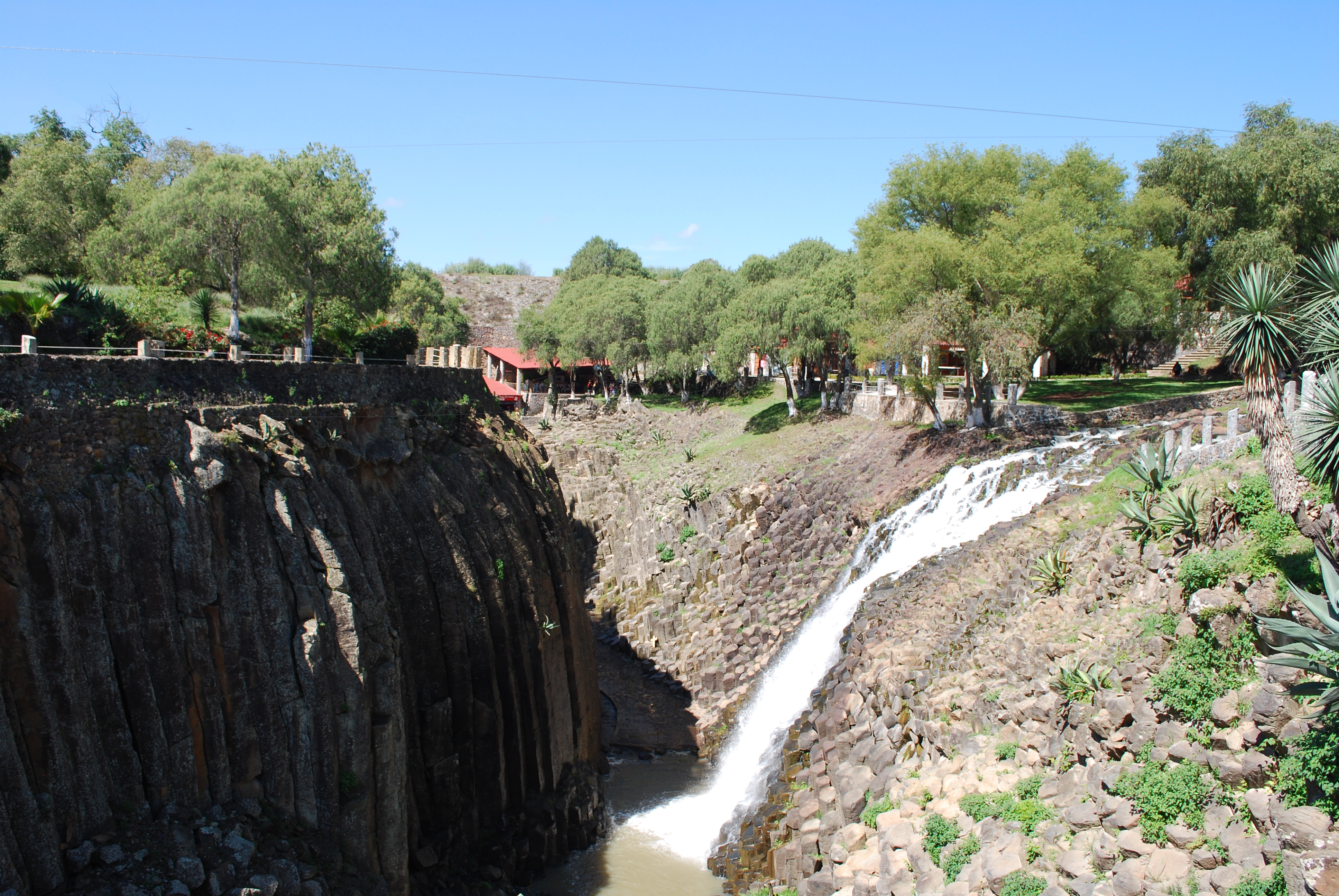
Prismes basaltiques de Santa María Regla.

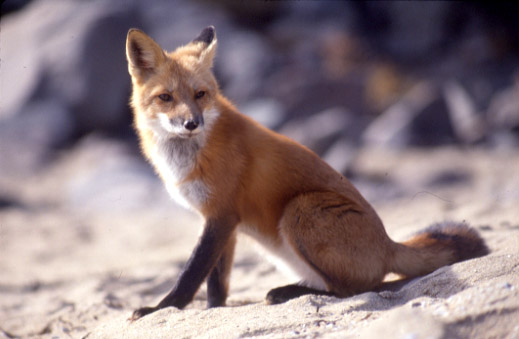
Zorra
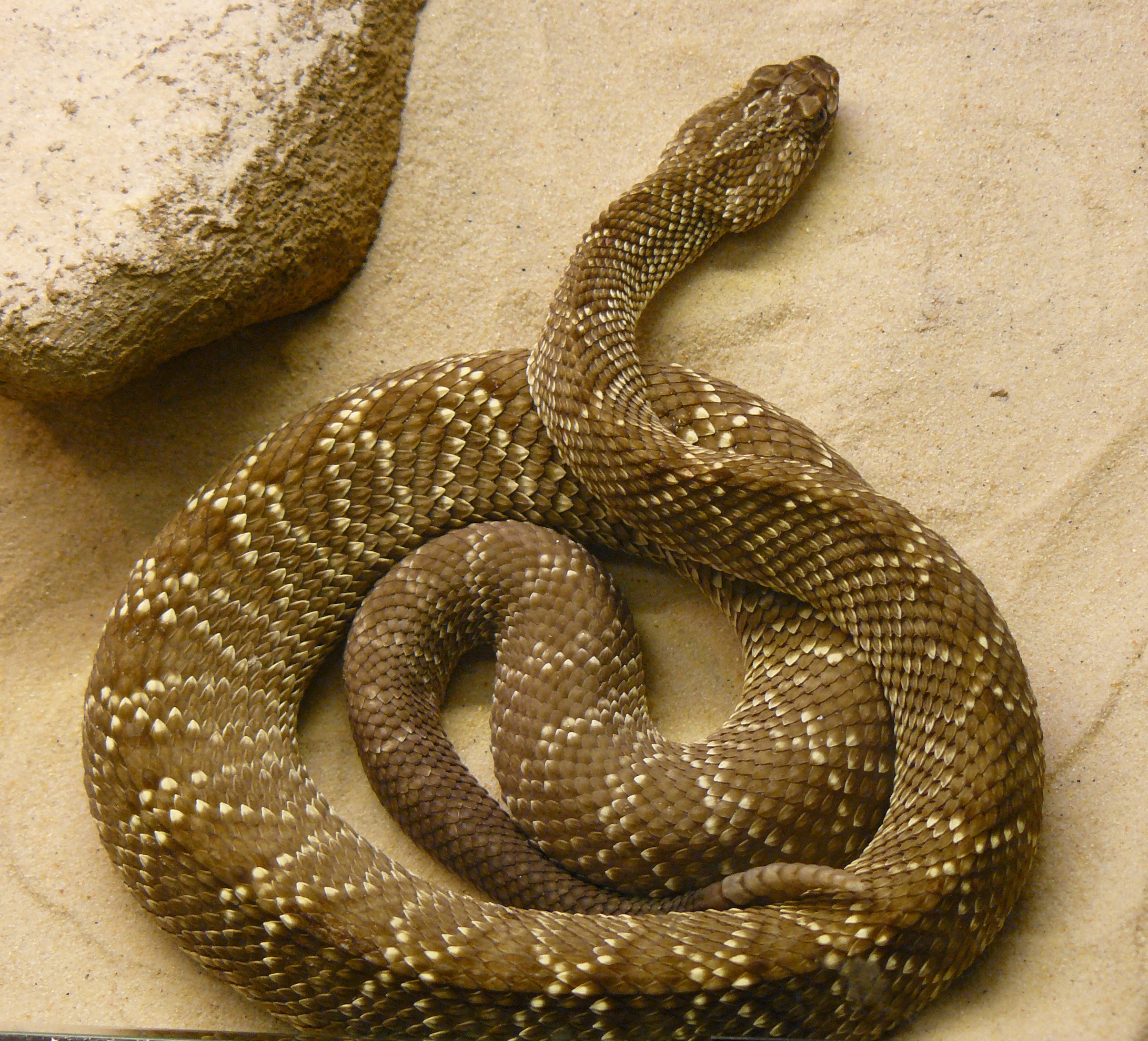
Serpiente
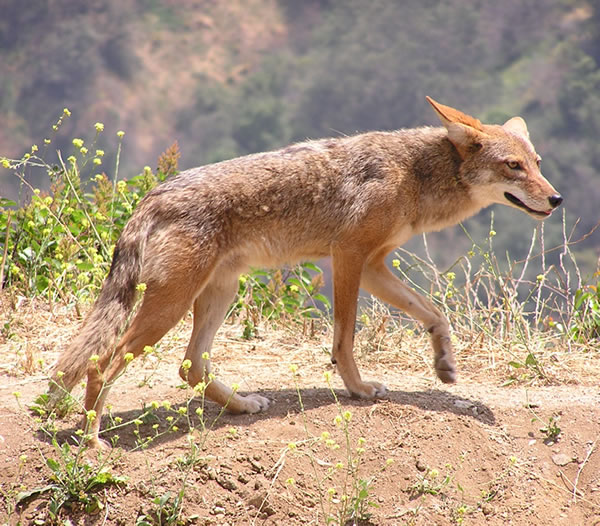
Coyote
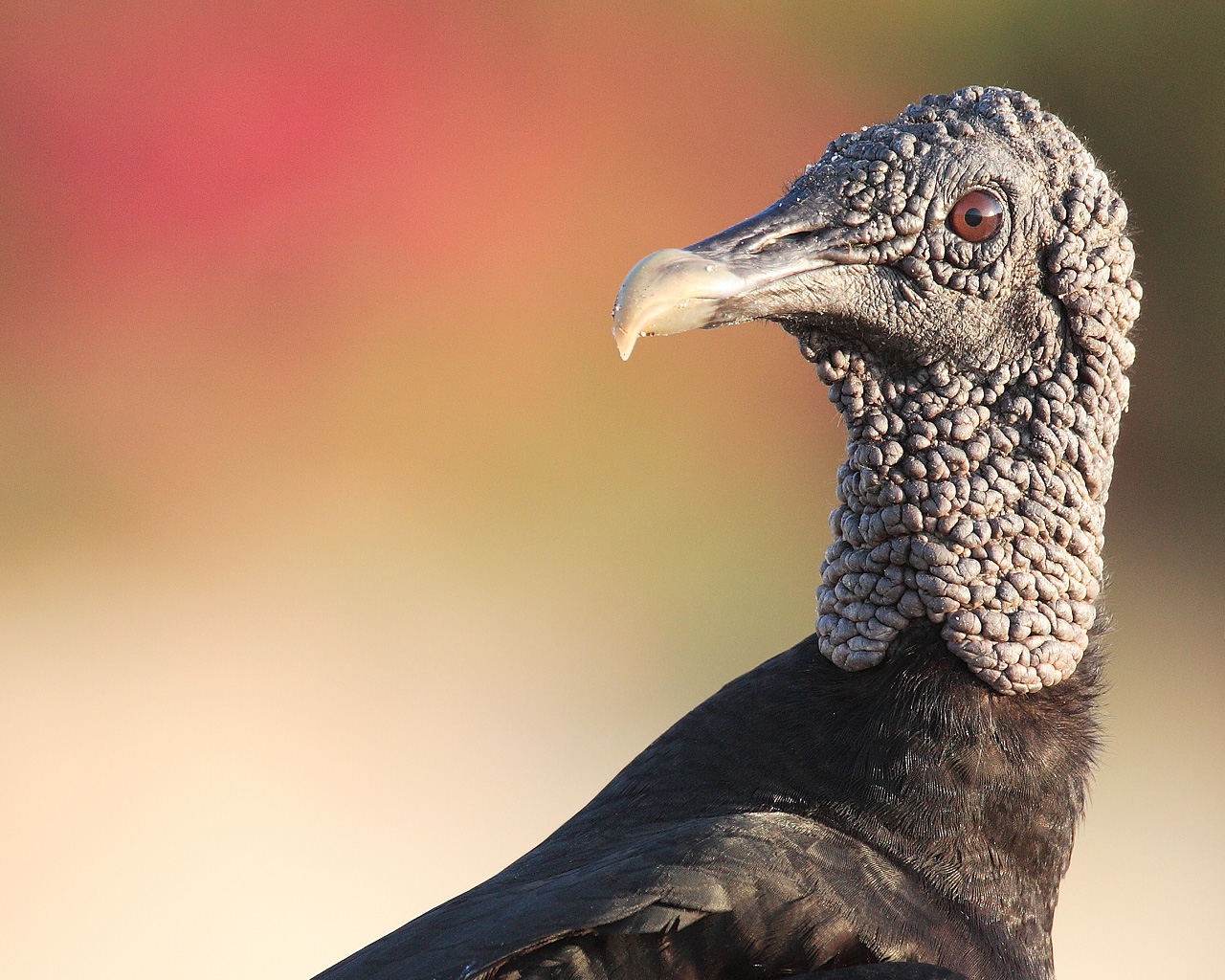
Zopilote
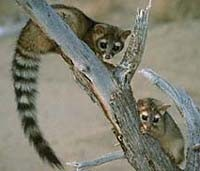
Cacomixtle
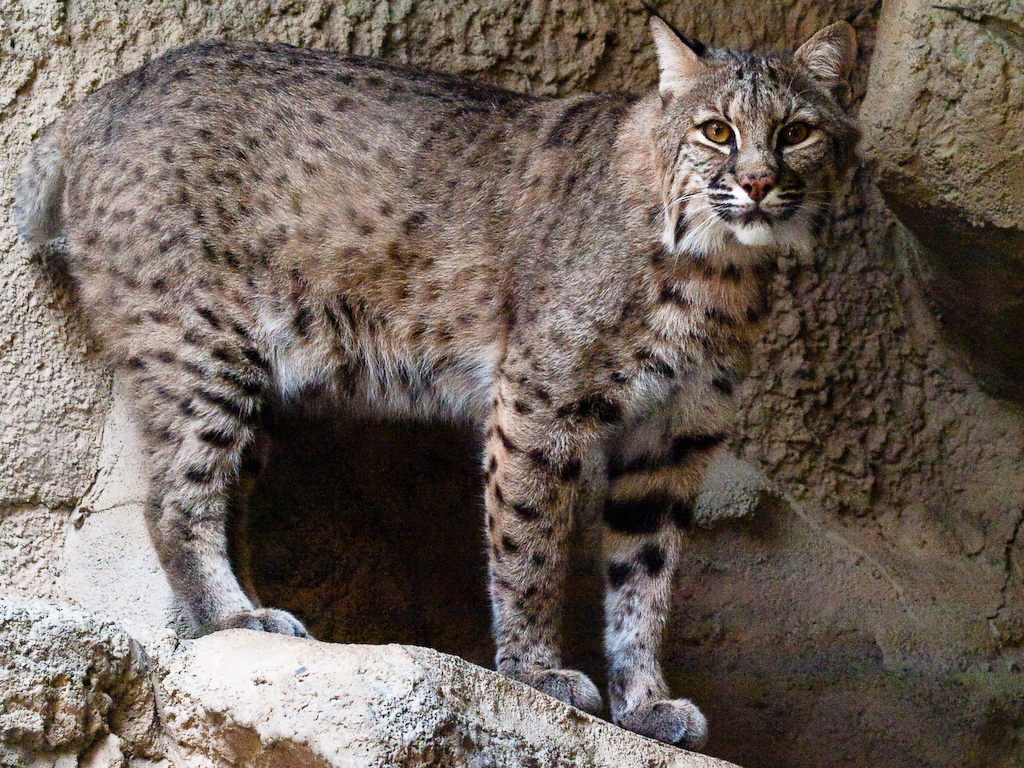
Lynx roux
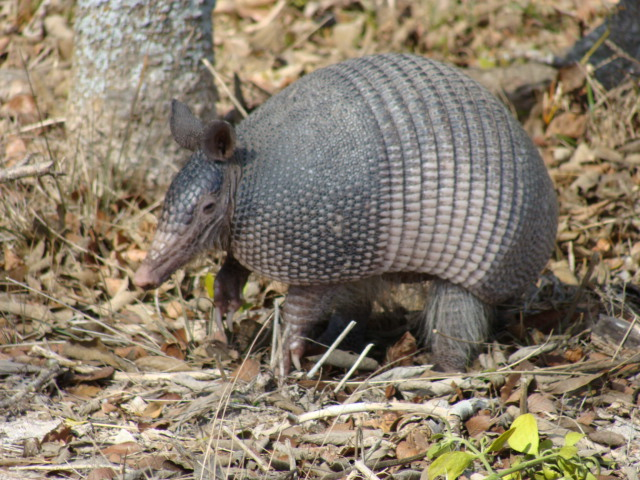
Tatou
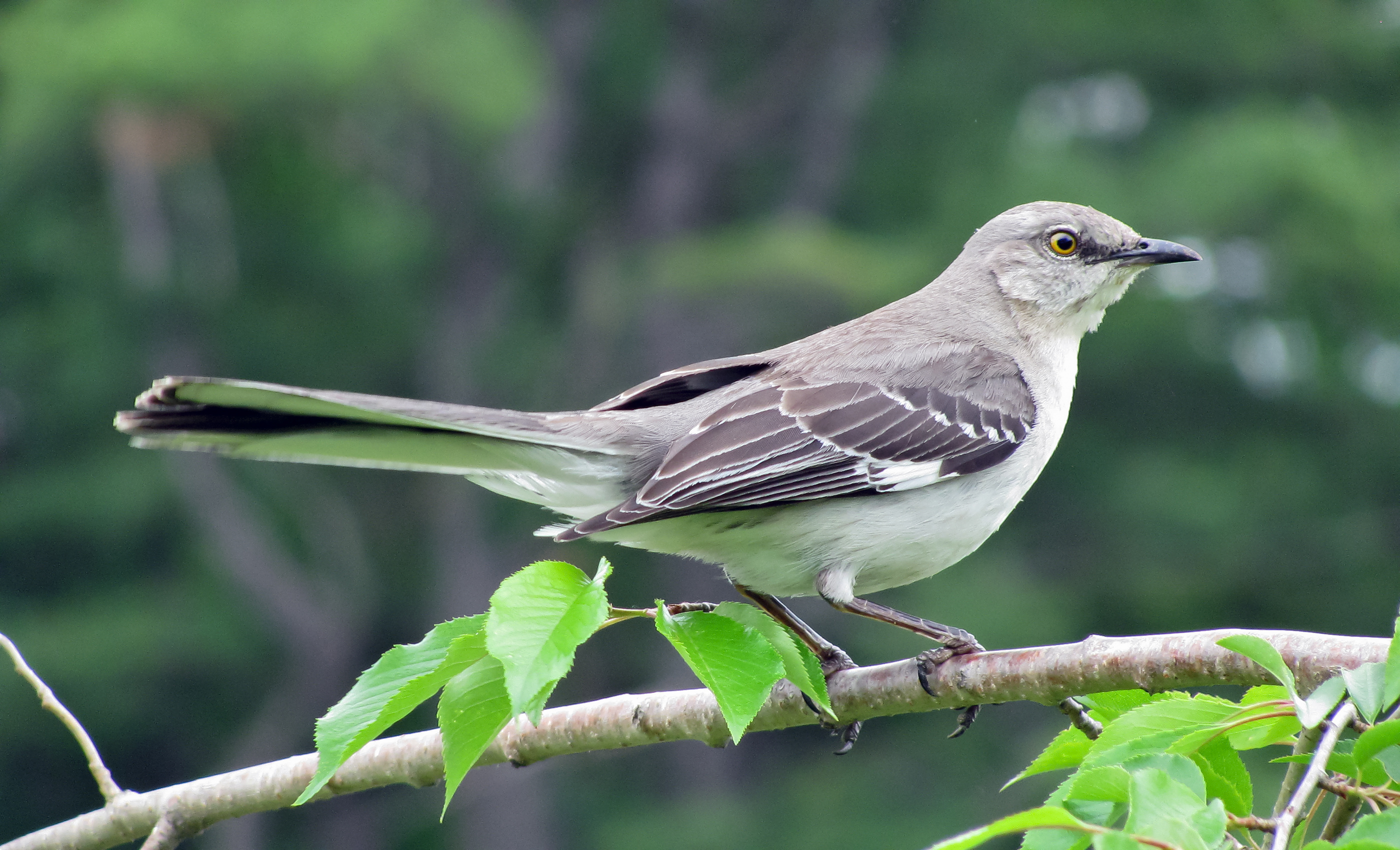
Moqueur polyglotte
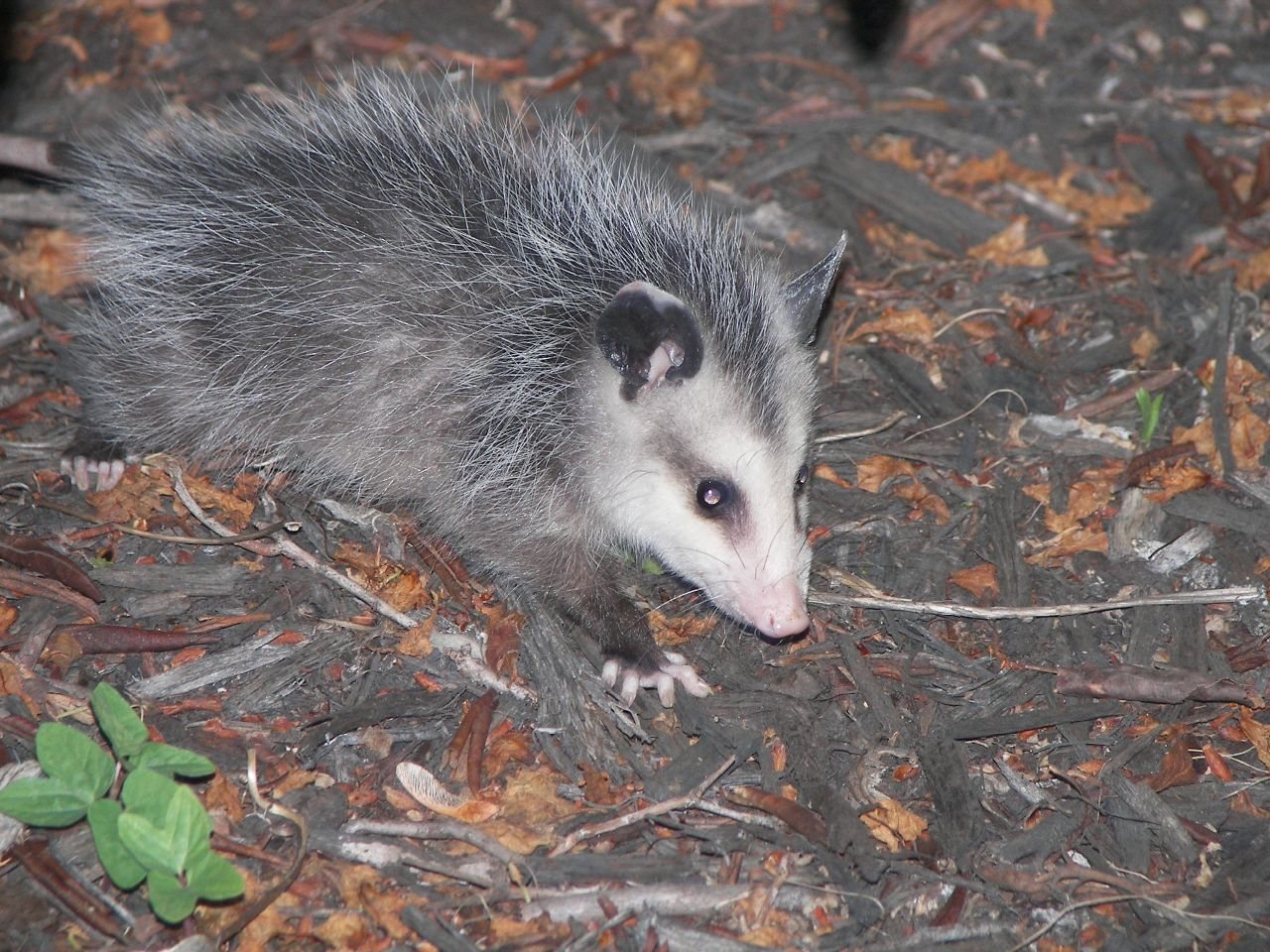
Tlacuache
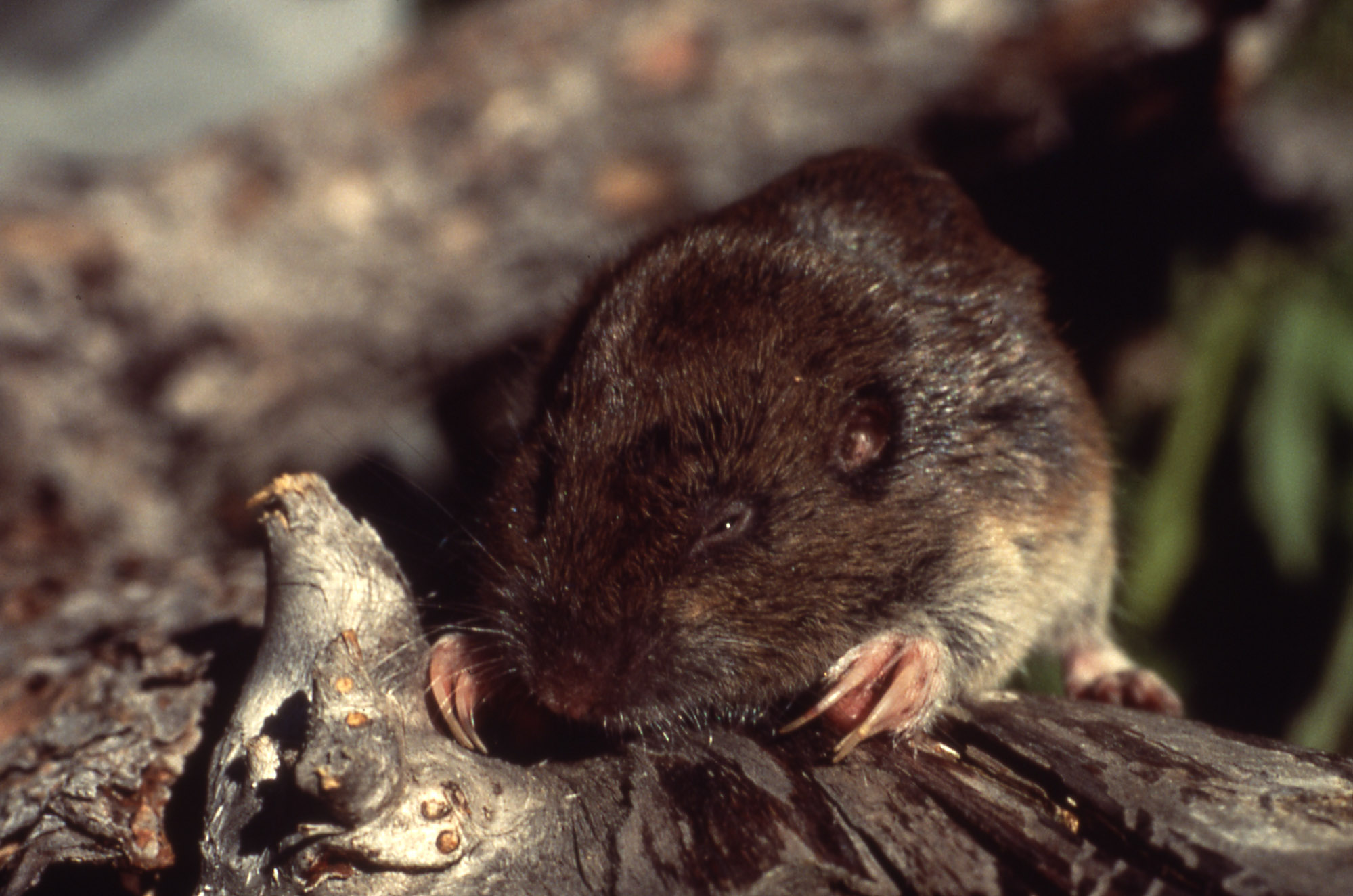
Tuza
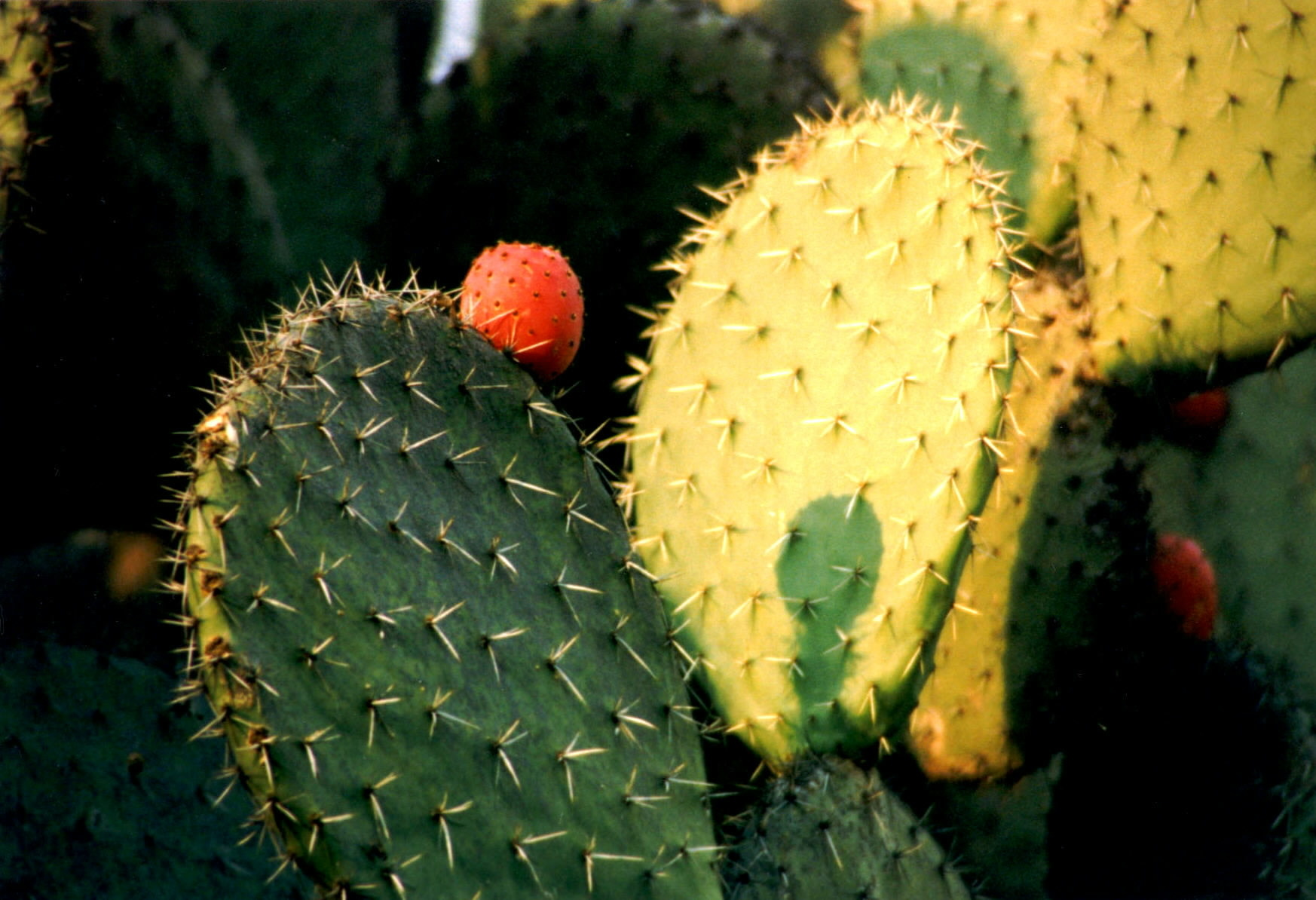
Figuier de Barbarie
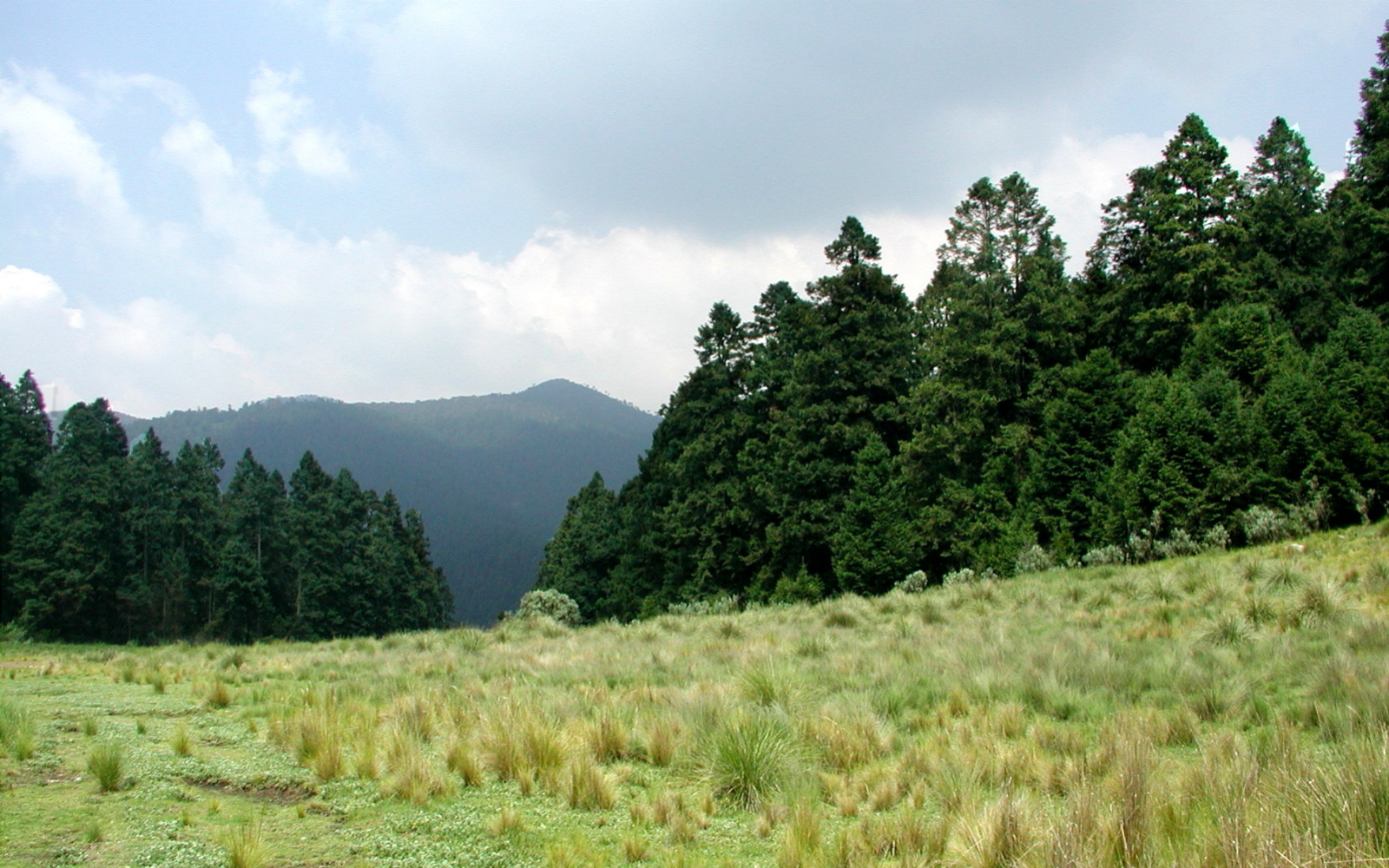
Oyamel
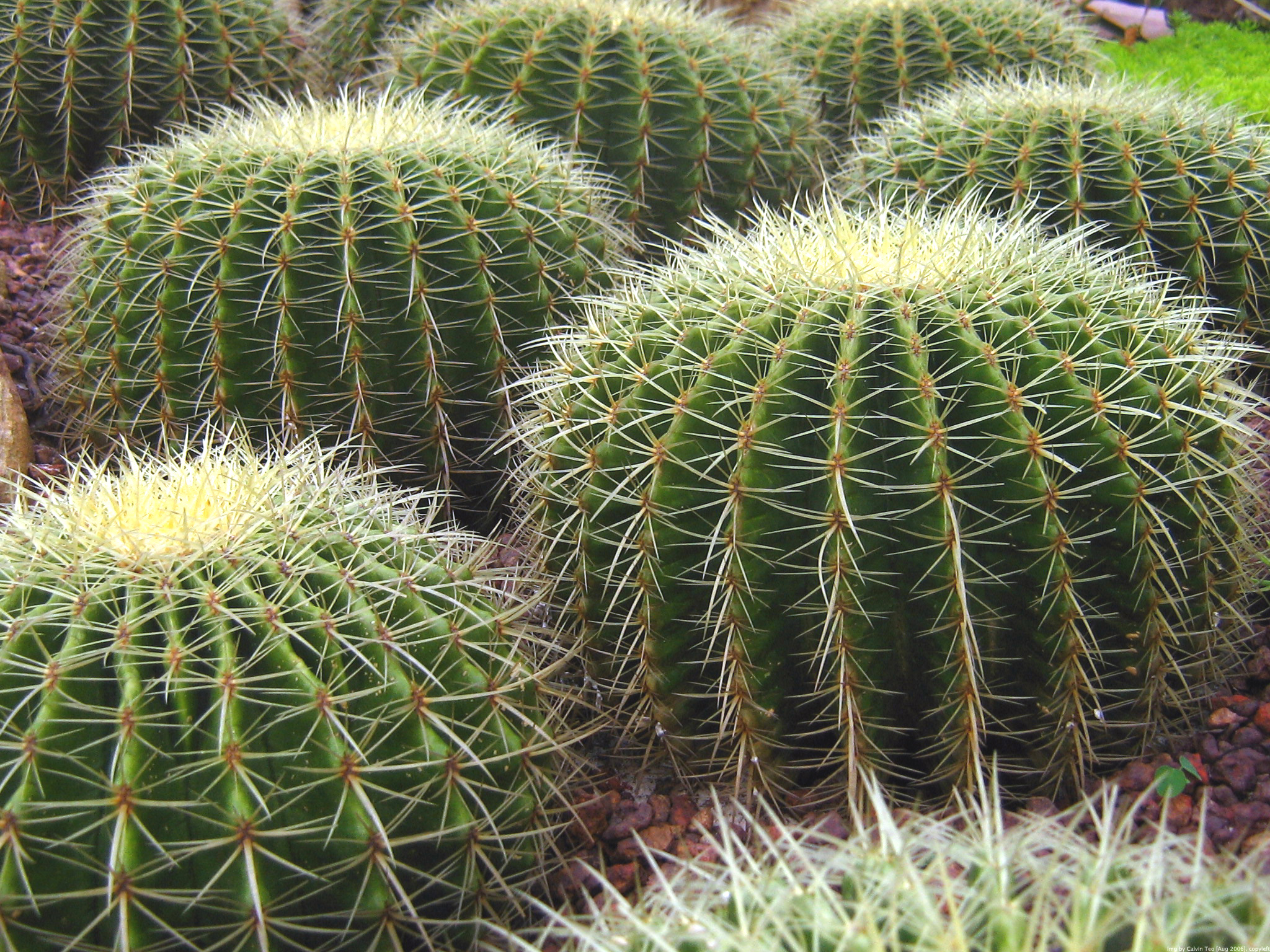
Biznaga
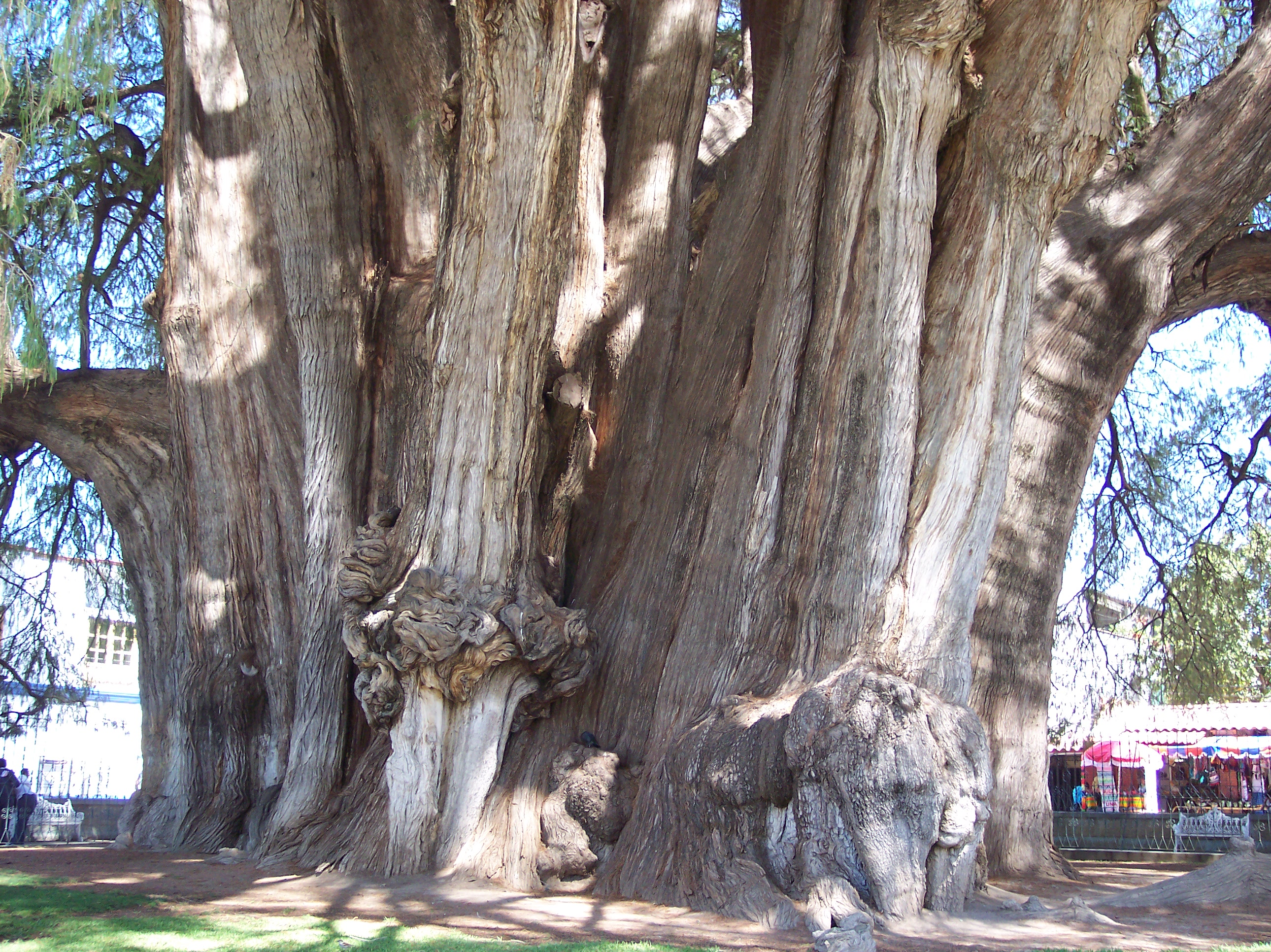
Ahuehuete
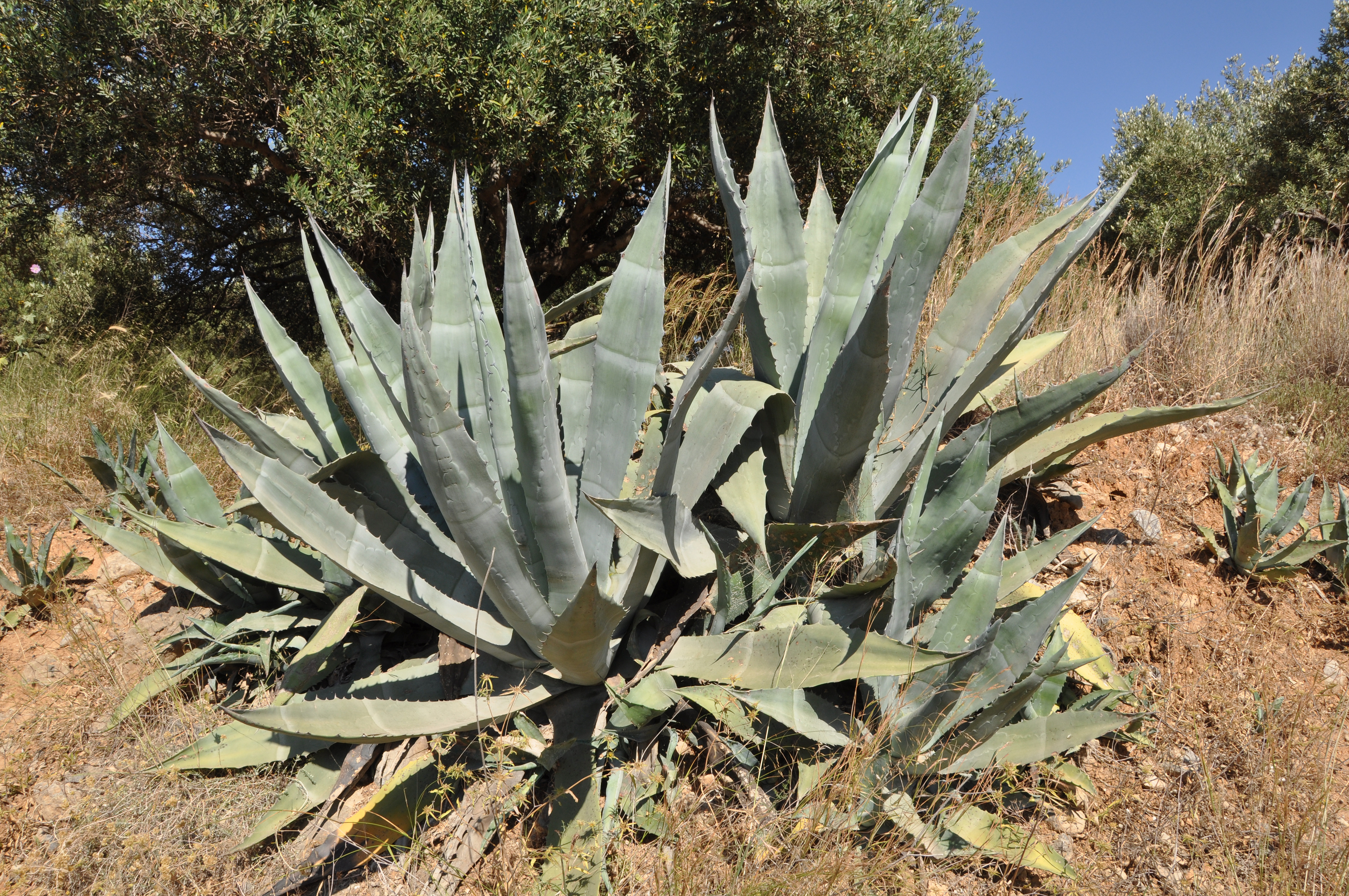
Maguey

## Personnalités liées
- Adriana Ángeles Lozada (1979-), judokate mexicaine, est née à Pachuca.